# Cédric Baseya
Cédric Baseya (Brétigny-sur-Orge, Francia, 19 de diciembre de 1987), futbolista francés, de origen congoleño. Juega de delantero y su actualmente está sin club.

## Clubes
| Club                  | País       | Año       |
| --------------------- | ---------- | --------- |
| Southampton FC        | Inglaterra | 2007      |
| Crewe Alexandra       | Inglaterra | 2007      |
| Southampton FC        | Inglaterra | 2007-2008 |
| Lille OSC             | Francia    | 2008-2009 |
| Le Havre AC           | Francia    | 2009-2010 |
| Lille OSC             | Francia    | 2010-2011 |
| Reading Football Club | Inglaterra | 2011      |
| Barnet FC             | Inglaterra | 2011      |
| Reading FC            | Inglaterra | 2012      |
| PFC Lokomotiv Sofia   | Rusia      | 2013-     |